# 沙馬基
沙馬基是阿塞拜疆的城鎮，也是沙馬基區的首府，位於該國東部大高加索山脈東南面，距離首都巴庫122公里，面積6平方公里，海拔高度約800米，2010年人口31,704。
该地在俄罗斯帝国时代，是里海州的首府所在地。

## 外部連結
- World Gazetteer: Azerbaijan （页面存档备份，存于） – World-Gazetteer.com